# 商挺
商 挺（しょう てい、1209年 - 1289年）は、モンゴル帝国（大元ウルス）に仕えた漢人官僚の一人。字は孟卿。曹州済陰県の出身。

## 概要

### 出自
商挺の父の商衡は、金朝に仕えて僉陝西行省員外郎の地位を得たが、戦死した人物であった。商挺が24歳の時、モンゴル軍の攻撃によって金朝の首都の開封が陥落したため、商挺は北方に逃れて冠氏県の趙天錫に保護された。この頃、文人として名高い元好問・楊奐らと交流して名を高め、やがて東平の大軍閥である厳実に招聘されて息子たちの教育を任せられるに至った。厳実が死去した後も、その息子の厳忠済に仕え曹州判官といった役職を務めている。

### 京兆地方の経営
1253年（癸丑）、第4代皇帝モンケが即位すると皇弟のクビライは東アジア方面軍の司令官に任じられ、京兆地方を領地として与えられた。そこでクビライは商挺を京兆の行政官として招聘し、楊惟中とともに郎中として事務を担うこととなった。この頃、長きにわたる兵乱によってこの地方も疲弊していたが、楊惟中と商挺の尽力によって京兆一帯も安定しだした。1254年（甲寅）には楊惟中に代わって廉希憲が赴任し、商挺は宣撫副使に昇格となっている。
1256年（丙辰）には軍需品として布万匹・米三千石・帛三千段を平涼に輸送することになっていたが、期日までに間に合いそうにないことに郡人が恐れていたため、商挺が便宜を図ったという。ところが、軍司令官としてのクビライの方針に不満を抱いたモンケは監査官として1257年（丁巳）にアラムダールらを派遣し、このために商挺は1258年（戊午）に罷免され、東平に戻らざるを得なくなった。その後モンケとクビライが和解すると、モンケが四川方面に、クビライが鄂州・漢陽軍の長江中流域にそれぞれ侵攻し、協力して南宋を討つこととなった。この時、南宋討伐の方策を問われた商挺は四川に進む道は険阻であり苦戦するでしょう、とモンケの未来を暗示するように答えたと伝えられている。果たして四川の侵攻に手間取った家は熱病にかかって急死してしまい、紆余曲折を経てクビライは北還し即位を宣言することとなった。

### 帝位継承戦争
一方、カラコルムに駐留していた末弟のアリクブケも即位を宣言したため、両者の間で内戦（帝位継承戦争）が勃発することとなり、商挺は廉希憲と協力して西方に派遣されることになった。中統元年（1260年）5月に商挺らは京兆に至ったが、この頃アリクブケ派のクンドゥカイが大軍を率いて六盤山に駐留していた。商挺はクンドゥカイの情勢を観察し、「クンドゥカイにとって、配下の精鋭を率いて京兆を攻撃するのが上策、六盤山で守りを固め状勢を見守るのが中作、北上してカラコルムの軍団と合流しようとするのが下策であるが、クンドゥカイは下策を取るであろう」と語ったという。また、廉希憲は商挺の意見に同意して「クンドゥカイは勢いに乗じて東進し我が軍を攻撃することはできない。何故ならば、今クンドゥカイの下にいる兵は状況に流されてアリクブケ派についた者が大多数で、意思が統一されていないからだ。もしクンドゥカイが敵対勢力（クビライ派）に誼を通じようとする者を捕らえるようになれば、疑心暗鬼を生じて仲間割れを始めるだろう……」と幕僚に語っている。
果たして、商挺らの観察通りクンドゥカイはカラコルムから南下してきていたアラムダール率いる軍勢と合流するため、六盤山を引き払って北上を始めた。甘州においてクンドゥカイ軍とアラムダール軍は合流を果たしたものの、廉希憲が予想したように諸将間の意見の一致を見ず、最終的にカラ・ブカ率いる軍勢は行動をともにせずにモンゴル高原に帰還することになった。残されたクンドゥカイとアラムダールは軍勢を再編して南下を開始し、これに対しクビライ側はオゴデイ家のカダアン・オグル、オングト部出身の汪良臣、バチン（八春,Bačin）らがこれを迎え撃つこととなった。アリクブケ派の軍勢とクビライ派の軍勢が対峙したのは非常に風の強い日だったため、汪良臣は軍士に命じて馬を下り刀剣を用いて攻撃させ、汪良臣手ずから敵兵を数十人斬る奮戦ぶりもあってアラムダール軍は劣勢に陥った。更にカダアン軍はアラムダール軍の逃走経路に待ち伏せてこれを大いに破り、遂に主将たるアラムダール・クンドゥカイを殺害した。戦勝の報告を受けたクビライは喜び、「商孟卿は、まさに古の良将である」讃え宣撫司の地位を授けた。
中統2年（1261年）には参知政事の地位に進んだ。この頃南宋の将の劉整が瀘州で投降しており、軍吏は一度南宋に降りながら再び劉整とともに来帰した者数百人は誅殺すべきであると主張したが、商挺はこの意見を退けてみな釈放したと伝えられている。
至元2年（1265年）、河東に派遣されたがすぐ呼び戻され、至元3年（1266年）には姚枢・竇黙・王鶚・楊果らとともに五経の要約を編纂しクビライに献上した。その後、至元6年（1269年）には同僉枢密院事、至元7年（1270年）には僉書、至元8年（1271年）には副使を、それぞれ歴任している。

### 安西王相府時代
至元9年（1272年）、クビライの子のマンガラが京兆を領地として与えられ、安西王に封ぜられた。そこでかつて京兆の統治に携わっていた商挺が起用され、新たに設置された安西王相府の王相に任じられることになった。至元14年（1277年）、シリギの乱勃発に伴ってマンガラが北征することになると、商挺に留守の安西王相府の統括が任せられた。そこで商挺は李クランギに民兵数千を訓練させ備えとしていたところ、果たして安西王国領の六盤山でトゥクルクの叛乱が起き、李クランギが叛乱鎮圧に活躍することとなった。その後、商挺は君主としての心得十策をマンガラに授けたりもしたが、マンガラはクビライに先立って至元17年（1280年）に死去してしまった。王妃の請願により安西王位は息子のアナンダが継ぐこととなったが、クビライは「アナンダは年少であり、祖宗の訓に習熟していない」ことを理由に当面の安西王相府の運営を王妃と商挺に委ねた。
この頃、郭琮・郭叔雲らが趙炳と対立し、告発によって趙炳が獄死するという事件が起こった。この一件には本来商挺に関係なかったが、王府の女の奚徹徹が郭琮・郭叔雲らを庇いたいあまり商挺に責任転嫁しようとしたため、怒ったクビライによって商挺は召喚されその息子の商瓛は獄に繋がれた。董文忠が商挺を弁護したこともあり、至元16年（1279年）春になって初めて商挺は無罪とされ、同年冬に商挺と商は釈放された。至元20年（1283年）に枢密副使の地位に復したものの、病により免除となった。至元21年（1284年）には再び趙氏父子が商挺を訴えたため、商挺は再び捕縛されたが、100日余りで釈放された。至元25年（1288年）、クビライが近臣の董文用に商挺の年齢を尋ねたところ、既に80の高齢であると言われその老齢を惜しんだとされるが、同年冬12月（1289年1月）に商挺は死去した。息子には商琥・商璘・商瑭・商瓛・商琦らがいる。